# Тондле
Тондле (пол. Tądle) — село в Польщі, у гміні Семковиці Паєнчанського повіту Лодзинського воєводства.
У 1975-1998 роках село належало до Серадзького воєводства.